# Cratere Hamelin
Hamelin  è un cratere sulla superficie di Marte.